# Szybko i wściekle
Szybko i wściekle (ang. Fast & Furious) – czwarty film z serii Szybcy i wściekli. Bohaterami ponownie są postaci odgrywane przez Vina Diesela, Paula Walkera, Michelle Rodriguez i Jordanę Brewster. Akcja rozgrywa się przed wydarzeniami ukazanymi w Tokio Drift.

## Fabuła
Dominic Torreto po ucieczce z Los Angeles osiadł ze swoją dziewczyną, Letty, w Republice Dominikany, gdzie nadal napadają na ciężarówki. Mężczyzna opuszcza jednak kobietę, zdając sobie sprawę, że naraża ją na zbytnie niebezpieczeństwo, i przenosi się do Panamy. Po pewnym czasie otrzymuje wiadomość od swojej siostry, Mii, że Letty została zamordowana. Dominic wraca do Los Angeles, gdzie spotyka Briana O’Connera, którego przywrócono do służby w FBI. Toretto dowiaduje się, że jego dziewczyna zginęła z ręki jednego z gangsterów należących do gangu narkotykowego prowadzonego przez dealera Bragę. Dominic, chcąc dokonać zemsty, i Brian, chcąc złapać gangstera, przenikają do jego gangu.

## Obsada
- Vin Diesel – Dominic Toretto
- Paul Walker – Brian O’Conner
- Michelle Rodriguez – Letty Ortiz
- Jordana Brewster – Mia Toretto
- Sung Kang – Han Seoul-Oh
- Tego Calderón – Tego Leo
- Don Omar – Rico Santos
- Gal Gadot – Gisele Yashar
- Ron Yuan(inne języki) – David Park
- John Ortiz(inne języki) – Arturo Braga
- Laz Alonso – Fenix Calderon

## Soundtrack
- Don Omar ft. Tego Calderón – „Los bandoleros”
- Pitbull feat. Tego Calderón – „You Slip She Grip”
- Pitbull ft. Pharrell – „Blanco”
- Pitbull feat. Lil Jon – „Krazy”
- Shark City Click – „Head Bust”
- Don Omar – „Virtual Diva”
- Enmicasa – „Street Code”
- Angel and Khriz – „Muevela”
- Soulja Boy – „Crank That”
- Rye-Rye ft. M.I.A. – „Bang”
- Holle Merton / Ty Dolla Sign  Bubble Postillig
- Lady Gaga / Colby Odonis Just Dance